# Cardiophorus belonis
Cardiophorus belonis is een keversoort uit de familie kniptorren (Elateridae). De wetenschappelijke naam van de soort is voor het eerst geldig gepubliceerd in 1870 door Desbrochers des Loges.